# Cristina Torrens Valero
Cristina Torrens Valero (* 12. September 1974 in Pamplona) ist eine ehemalige spanische Tennisspielerin.

## Karriere
Torrens Valero begann im Alter von sieben Jahren Tennis zu spielen. In ihrer Profikarriere gewann sie jeweils zwei Einzel- und Doppeltitel auf der WTA Tour, dazu kamen sechs Einzel- und fünf Doppeltitel bei Turnieren des ITF Women’s Circuit.
Für die spanische Fed-Cup-Mannschaft bestritt sie sechs Doppelpartien, von denen sie drei gewinnen konnte. Ihr letztes Profimatch spielte sie 2004 bei den US Open, als sie dort im Einzel wie schon zuvor in Wimbledon und bei den French Open in der Qualifikation scheiterte.

## Turniersiege

### Einzel
| Nr. | Datum         | Turnier  | Kategorie    | Belag | Finalgegnerin      | Ergebnis |
| --- | ------------- | -------- | ------------ | ----- | ------------------ | -------- |
| 1.  | 9. Mai 1999   | Warschau | WTA Tier IVb | Sand  | Inés Gorrochategui | 7:5, 7:6 |
| 2.  | 29. Juli 2001 | Sopot    | WTA Tier III | Sand  | Gala León García   | 6:2, 6:2 |

### Doppel
| Nr. | Datum          | Turnier  | Kategorie    | Belag | Partnerin        | Finalgegnerinnen             | Ergebnis      |
| --- | -------------- | -------- | ------------ | ----- | ---------------- | ---------------------------- | ------------- |
| 1.  | 10. April 1999 | Estoril  | WTA Tier IVa | Sand  | Alicia Ortuno    | Rita Kuti-Kis Anna Földényi  | 7:6, 3:6, 6:3 |
| 2.  | 23. April 2000 | Budapest | WTA Tier IVb | Sand  | Lubomira Bacheva | Jelena Kostanić Sandra Nacuk | 6:0, 6:2      |